# Hugo Claus
Hugo Maurice Julien Claus (nederlandsk udtale [ˈɦyˑɣoˑ klɒˑu̯s]; født 5. april 1929 i Brugge, død 19. marts 2008 i Antwerpen) var en af de førende belgiske forfattere, der udgav værker i eget navn og under forskellige pseudonymer. Hans litterære værker omfattede genrerne drama, romaner og poesi. Ud over arbejdet med litterære værker, var han maler og filminstruktør. Hans tekster blev primært skrevet på hollandsk, men han skrev også enkelte digte på engelsk. Hans død ved eutanasi (aktiv dødshjælp), som er lovligt i Belgien, førte til betydelige kontroverser. 

## Liv
Hugo Claus blev født den 5. april 1929 på Sint-Janshospitaal i Brugge, Belgien. Han var den ældste af sønnerne født af Jozef (Joseph) Claus, en trykker, som havde en passion for teater; hans mor var Germaine Vanderlinden. Tre sønner ud over Hugo Claus blev født ind i familien i det efterfølgende årti: Guido (februar 1931 – 9. november 1991), Odo (født januar 1934) og Johan (November 1938 – 13. februar 2009). 
Under sin uddannelse på kostskole, boede den unge Hugo Claus i Flandern, samtidig med Nazi-Tysklands invasion af landet under Anden Verdenskrig. Flere af Claus´ skolelærere , som han havde i løbet af det halve årti hvor tyskere besatte landet, var højreorienterede nationalister, ivrige efter at støtte den nazistiske regering. Hans far blev kortvarigt tilbageholdt for pro-tyske aktiviteter i slutningen af besættelsen, og Hugo selv begyndte at støtte den pro-tyske, flamske og fascistiske ungdomsbevægelse. Claus´ erfaringer med krigstidens nationalistiske højre, skulle senere blive en kilde til hans bog The Sorrow of Belgien fra 1983, en roman, som fortæller historien om Claus' andet jeg, Louis Seynaeve; en sympatisør af den politiske venstrefløj i en mere moden periode i sit liv. Claus roste den socialistiske model efter et besøg på Cuba i 1960'erne. 
Claus´ fremtrædende plads i litterære kredse og hans debut som romanforfatter kom i 1950 i en alder af 21 år, med udgivelsen af  ”De Metsiers”. Hans første offentliggjorte digte var blevet trykt af hans far så tidligt som i 1947. Han boede i Paris fra 1950 indtil 1952, hvor han mødte mange medlemmer af CoBrA-kunst bevægelsen.
Fra februar 1953 til begyndelsen af 1955, levede Hugo Claus i Italien, hvor hans kæreste Elly Overzier (født i 1928) optrådte i et par film. De blev gift den 26. maj 1955, og fik en søn, Thomas, den 7. oktober 1963. I begyndelsen af 1970'erne havde han en affære med skuespillerinden Sylvia Kristel, der var 27 år yngre end ham selv, og som han i 1975 fik sønnen Arthur, med. Forholdet sluttede i 1977, da hun forlod ham for skuespilleren Ian McShane.
Han var en "afvigende" og "anarkistisk ånd". Journalisten Guy Duplat mindes, at Claus i byen Knokke havde organiseret en "Miss Knokke Festival", som var en typisk skønhedskonkurrence, dog lige med undtagelse af at Claus bestemte, at medlemmerne af det mandlige dommerpanel skulle være nøgne. 

## Litterær karriere
Hugo Claus blev anset for at være blandt de vigtigste moderne og flamske forfattere. Claus udgav romanen Schola Nostra (1971) under pseudonymet Dorothea van Male. Han brugte også pseudonymerne Jan Hyoens og Thea Streiner. Værkerne De verwondering fra 1962 (forbavselse), og Het verdriet van België fra 1983 (Den belgiske sorg) er blandt Claus' mest betydningsfulde værker som romanforfatter.
Hans mest produktive litterære bestræbelser var som dramatiker. Claus skrev 35 originale stykker og 31 oversættelser fra engelske, græske, latinske, franske, spanske og hollandske skuespil og romaner. Hans dramatiske sketch Masscheroen, blev første gang fremvist på et kasino i Knokke og bestod af en helt nøgen skuespillergruppe: tre nøgne mænd fik til opgave at portrættere den kristne hellige treenighed af Gud Fader, Gud Søn, og Helligånden. Stykket gjorde også grin med den hellige Jomfru, en flamsk helgen, samt de tre vise mænd. Stykket blev anklaget som blasfemisk og skadeligt for offentlighedens moralske velbefindende, og det muntre skuespil udløste en bemærkelsesværdig retssag, hvor Claus blev retsforfulgt. Dømt på anklager om offentlig uanstændighed, blev Claus pålagt at betale en bøde på 10.000 franc samt afsone fire måneders fængsel. Fængselsdommen blev reduceret til en betinget dom, efter et offentligt ramaskrig. 
Hugo Claus´navn blev af mange omgange nævnt i forbindelse med Nobelprisen i litteratur, hvilket han henkastet kommenterede med "disse præmiepenge ville passe mig fint". 

## Maler og filminstruktør
Som maler, deltog Claus i CoBrA-kunst bevægelsen fra 1950. Han havde udviklet venskaber med nogle af dens medlemmer, og illustreret en bog af Pierre Alechinsky i 1949. Han samarbejdede med nøglepersoner i bevægelsen, herunder Karel Appel og Corneille, og deltog ved enkelte udstillinger. Erfaringerne fra denne tid brugte han senere i sin bog Een zachte vernieling (En mild tilintetgørelse).
Claus instruerede syv film i perioden fra 1964 til 2001. Hans film Het sacrament blev vist i Un Certain Regard-sektionen på 1990 Cannes Film Festival. 

## Død
Claus led af Alzheimers og anmodede derfor om at dø ved hjælp af eutanasi (aktiv dødshjælp), som er lovlig i Belgien, og døde deraf på Middelheim Ziekenhuis i Antwerpen den 19. marts 2008.
Den flamske Kulturministeren udtalte: "Jeg kendte ham godt nok til at vide, at han ønskede at tage herfra med stolthed og værdighed." Den tidligere belgiske premierminister Guy Verhofstadt sagde, at han forestillede sig begyndende Alzheimers som en "uundgåelig og uudholdelige tortur ". "Jeg kan leve med det faktum, at han tog det valg som han gjorde" sagde han, "fordi han forlod os som en stor lysende stjerne, lige til tiden, lige før han ville være brudt sammen i et sort hul." 
Hans død af eutanasi har modtaget kritik fra den romersk-katolske kirke og den belgiske Alzheimer Liga. Den romersk-katolske kirke kritiserede mediernes dækning; Kardinalen Godfried Danneels refererede til Claus' død ved eutanasi i hans påske-prædiken. Den belgiske Alzheimer Liga respekterede Claus´ beslutning, men mente, at mediernes dækning af hans død negligerede andre muligheder for Alzheimers-patienter. 

## Priser
Blandt andre: 
- 1952 — Arkprijs van het Vrije Woord for De Metsiers
- 1964 — August Beernaert-prisen for De verwondering
- 1965 — Henriëtte Roland Holst-prisen for alle hans stykker
- 1967 — Edmond Hustinxprize for alle hans stykker
- 1979 — Constantijn Huygens Prisen
- 1985 — Cestoda-prisen
- 1986 — Herman Gorterprize for Alibi
- 1986 — Prijs der Nederlandse Letteren
- 1994 — Prijs voor Meesterschap
- 1994 — VSB Poëzieprize for De Sporen
- 1997 — Libris Prize for De Geruchten
- 1998 — Aristeion Prize for De Geruchten
- 2000 — Premio Nonino